# Neath Castle
Neath Castle (walisisk: Castell Nedd) er en normannisk borg, der ligger i centrum af Neath, Wales.
Opførslen blev igangsat af Robert, jarl af Gloucester, der var Lord af Glamorgan, på et tidspunkt mellem 1114 og 1130. Den bliver også omtalt som "Granville's Castle", efter Richard 1. de Grenville (eller Granville eller Glanville; dæd efter 1142), Lord af Neath, der også er blevet krediteret for opførslen.
Byen Neaths walisiske navn, "Castell-nedd", er afledt af borgen.